# Guillielmus Borremans
Pour les articles homonymes, voir Borremans.
Guiglielmus Borremans était maître de chant à l'église Saint-Géry à Bruxelles.

## Vie et œuvre
En 1660, il publia chez l'héritière de Petrus Phalesius à Anvers une série de chants de Noël à quatre parties en latin et en néerlandais, intitulée : Cantiones natalitiæ quinque vocum auctore d. Guiliel. Borremans in ecclesia parochiali S. Gaucerici Bruxellis phonasco. Antwerp: Apud hæredes Petri Phalesii, 1660.